# Lee Bae-young
Lee Bae-young (kor. 이배영; ur. 10 grudnia 1979) – południowokoreański sztangista, srebrny medalista igrzysk olimpijskich i dwukrotny medalista mistrzostw świata.

## Kariera
Podczas mistrzostw świata w Vancouver w 2003 roku wywalczył srebrny medal w wadze lekkiej. Wynik ten powtórzył na mistrzostwach świata w Doha w 2005 roku. W tej samej kategorii wagowej zdobył również srebrny medal na igrzyskach olimpijskich w Atenach w 2004 roku. W zawodach tych rozdzielił na podium Chińczyka Zhanga Guozhenga i reprezentującego Chorwację Nikołaja Peszałowa. Brał też udział w igrzyskach olimpijskich w Sydney w 2000 roku, gdzie był siódmy w wadze lekkiej oraz w igrzyskach olimpijskich w Pekinie osiem lat później, gdzie spalił wszystkie próby w podrzucie.